# ココネ上福岡
ココネ上福岡（ここねかみふくおか・英字表記：cocone kamifukuoka）は、埼玉県ふじみ野市の東武東上線 上福岡駅西口駅前の再開発事業で誕生した複合施設である。
ふじみ野市（旧上福岡市）と都市再生機構（旧都市基盤整備公団）が計画・実施する上福岡駅西口駅前地区第一種市街地再開発事業の中核事業として整備された。
店舗棟（2階）、駅前施設棟（5階）、公共施設棟（2階）、事務所棟（4階）、超高層住棟（25階）で構成されており、ショッピングモールやクリニックモール、公共施設などが入居している。

## 施設

### 主な公共施設
- ふじみ野市サービスセンター（公益施設棟）
  - 市役所出張所
  - 多目的ホール・会議室
  - 市民活動支援センター
  - サービスセンターホール
  - 子育てふれあい広場
- ココネポケットパーク（一番館・二番館・公益施設棟の中間）
- 上福岡駅前郵便局（三番館1階）
- 公共駐車場（公益施設棟）
  - 管理運営はパーク24で、名称は「タイムズ ココネパーキング」。
  - 3階・4階の一部と、5階・屋上階は契約車専用である。また2階・3階が公共駐車場として指定されている。
- 公共駐輪場（公益施設棟）
  - 管理運営は日本コンピュータ・ダイナミクス。
- 日本総合住生活 西埼玉支店（二番館3階）
- 都市再生機構 西埼玉住宅管理センター・池袋営業センター上福岡分室（二番館3階）

### ショッピングモール

#### 一番館1階
- サンジェルマン
- サッポロラーメン
- カレーハウスCoCo壱番屋 東武上福岡駅西口店
- なか卯 上福岡店
- ハクジュプラザ 上福岡店
- PIU 5R HEALTH 上福岡店 （2007年9月28日開店・旧「スィートガーデン」の跡地）
- 本格派 ひまわり 上福岡店 （2008年7月開店・旧「日本一」の跡地）
- 保険見直し本舗 上福岡ココネ店 （2009年2月9日開店・旧「おむす人」の跡地）
- ゆず工房 ふじみ野本店 （2009年3月27日開店・旧「ちよだ鮨」の跡地）
- アウトレット十勝 上福岡店 （2009年5月5日開店・旧「KNTツーリスト」の跡地）
- ココネ接骨院 （2009年6月5日開業・旧「サーティワンアイスクリーム」の跡地）

閉店した店舗
- KNTツーリスト 上福岡営業所（2008年12月28日閉店）
- スィートガーデン ココネ上福岡店 （2007年2月2日から休業、閉店）
- 日本一 ココネ上福岡1番館店 （2007年9月にて閉店）
- ちよだ鮨 ココネ上福岡店
- おむす人 ココネ上福岡店・・・2007年4月14日より小饅寿本舗が併設（2008年8月15日閉店）
- サーティワンアイスクリーム ココネ上福岡店 （2008年6月にて閉店）
- JEANS MATE 上福岡店

#### 一番館2階
- 和食れすとらん天狗 上福岡駅前店

閉店した店舗
- くまざわ書店 上福岡店 （2007年9月閉店）

#### 二番館1階
- ヤオコー マーケットプレイス 上福岡西口店
- 武蔵野銀行 大井支店ココネ上福岡出張所
- 宝くじショップ
- クリーニングアニカ
- マツモトキヨシ
- 携帯専門店テレマックス ココネ上福岡店
- ピュアマインド ココネ上福岡店
- 薬局アポック 上福岡西口店
- エイヂング株式会社

#### 二番館2階
- 美容室 フランク・プロボー
- メガネのイタガキ
- 100円ショップキャン★ドゥ ココネ上福岡店
- 洋服お直し専門店ステージ9
- エスカットショップ

#### 三番館1階
- カワイ音楽教室 上福岡センター
- 明光義塾 ココネ上福岡教室
- gigi antam
- 三栄建設
- 上福岡駅前郵便局

### クリニックモール

#### 二番館2階
- 医療法人社団喜恵会 上福岡駅前クリニック
  - 外科
  - 小児科
  - 整形外科
  - 胃腸科
  - リハビリテーション科
  - 呼吸器科
  - 肛門科
  - 皮膚科
- かさはら内科クリニック
  - 内科
  - 循環器科
  - アレルギー科
- 赤心堂グループ 上福岡腎クリニック
  - 人工透析
- ココネ歯科医院 
  - 歯科
  - 矯正歯科
  - 小児歯科
  - 歯科口腔外科

### 超高層住棟
都市再生機構（UR）の賃貸住宅として237戸が建設され、2006年夏から入居が始まっている。

## 愛称の由来
地域の人々が集い、親しみ、憩い、心が通じ合える空間であることを願って心の通じる根を意味した造語「心根（ここね）」の響きを基に、旧上福岡市の花であるコスモス（COSMOS）、集い（COMMUNITY）、ネットワーク（NETWORK）の3つの頭2文字を組み合わせて作られた。
「上福岡はここね!」と気軽にこたえられるようなまちになるようにという願いも込められている。
なお、この愛称は2004年11月に一般に公募した結果名づけられたものである。

## 外観上の特徴
- オブジェ
  - 上福岡が発展するきっかけとなった舟運をイメージしたオブジェが、駅前広場や三番館の頂部に設置されている。建物自体も、舟運をイメージしたものである。
- 光のイリュージョン
  - 夜になると、二番館の壁面に美しい「光のイリュージョン」が繰り広げられる。これは、各月ごとのテーマに沿ったカラーのライトが照らされ、さらに15分ごとに電車が行き来する様子を動的にを表現しているものである。
- 受賞歴
  - これらのデザインは高く評価されており、ココネ上福岡は2006年「彩の国景観賞（たてもの・まちなみ部門）」を受賞した。また、光の演出を手がけた照明デザイナーの近藤玲子は、この作品で2007年に「北米照明学会賞Award of Merit」を受賞した。

## 交通アクセス
- 東武東上線 上福岡駅西口

## 歴史
- 1996年（平成8年） - 地区採択。
- 2002年（平成14年）3月12日 - 都市計画決定。
- 2003年（平成15年）
  - 3月3日 - 事業計画認可。
  - 10月17日 - 権利変換計画認可。
- 2006年（平成18年）
  - 3月30日 - 街開き（ショッピングモール、駐車場などがオープン）。
  - 4月1日 - クリニックモール オープン。
  - 5月1日 - 公共施設（子育てふれあい広場を除く）オープン。
  - 7月27日 - 工事完了公告。
  - 9月1日 - 子育てふれあい広場 オープン。
  - 12月 - 工事完了。